# Open Software Foundation
Open Software Foundation（OSF）は、UNIXオペレーティングシステムの実装のためのオープン標準を策定するため1988年に創設された組織である。DECが（ハミルトングループと呼ばれる）いくつかのUNIXベンダーを招待した会議で、DEC の Armendo Stettner が AT&T とサン・マイクロシステムズがUNIX統合を行おうとしている件に対抗して共同開発を持ちかけたのが発端であった。
なお、名称が似ていて、所在地も同じマサチューセッツ州ケンブリッジだが、OSFとフリーソフトウェア財団 (FSF) には何の関係もない。

## メンバー
当初のメンバーは、アポロコンピュータ、Bull、DEC、ヒューレット・パッカード、IBM、ニクスドルフ、シーメンスであり、"Gang of Seven" などと称される。その後、フィリップスと日立製作所が参加した。

## 歴史
この組織の創設は、AT&Tとサン・マイクロシステムズによるUNIX System V Release 4の共同開発に対抗したものという側面が大きく、他のベンダーが標準化プロセスから締め出される恐れがあったことから創設されることになった。サンのスコット・マクネリは、OSFが "Oppose Sun Forever"（永久にサンに反対）の略だと皮肉を言った。この対立がUNIX戦争と呼ばれている。AT&TはOSFに対抗すべく、同じ年にUNIX International (UI) を創設した。
OSFの標準UNIX実装OSF/1は1992年にDECからリリースされた。この方針は大筋で間違っていた。1994年にOSFがOSF/1の開発を中止した時点で、OSF/1を実際に使っていたベンダーはDECと日立製作所だけであり、DECはこれをDigital UNIXと改称した（DECがコンパックに買収された後でTru64 UNIXに改称）。
OSFが開発したその他の技術として、ウィジェット・ツールキットのMotifと分散ネットワークコンピューティング技術パッケージDCEがある。
1993年、UNIXベンダーに対する脅威は他のUNIXベンダーではなく、マイクロソフトの企業向け市場への進出であることが明らかとなってきた。同年5月、UIとOSFの主なUNIXベンダー（HP、IBM、サン、USL、SCO）が集結し、COSEイニシアチブを設立することが発表された。この合意の一部として、サンがOSFに参加し、OSFはMotifの認証とブランディングをX/Openに任せることになった。
1994年3月、OSFとUIは合併した。名称としてはOSFが存続し、COSEの開発モデルをPre-Structured Technology (PST) プロセスに取り入れた。COSEが予定していたCommon Desktop Environment (CDE) の開発も新OSFが責任を持つことになった。1995年9月、OSF/MotifとCDEは1つのプロジェクトCDE/Motifとなることが発表された。
1996年2月、新OSFはX/Openと合併し、The Open Groupとなった。